# Palazzo Bombicci Pontelli
Palazzo Bombicci Pontelli si trova a Firenze sul Lungarno delle Grazie 12 e su Corso dei Tintori 19-21.

## Storia

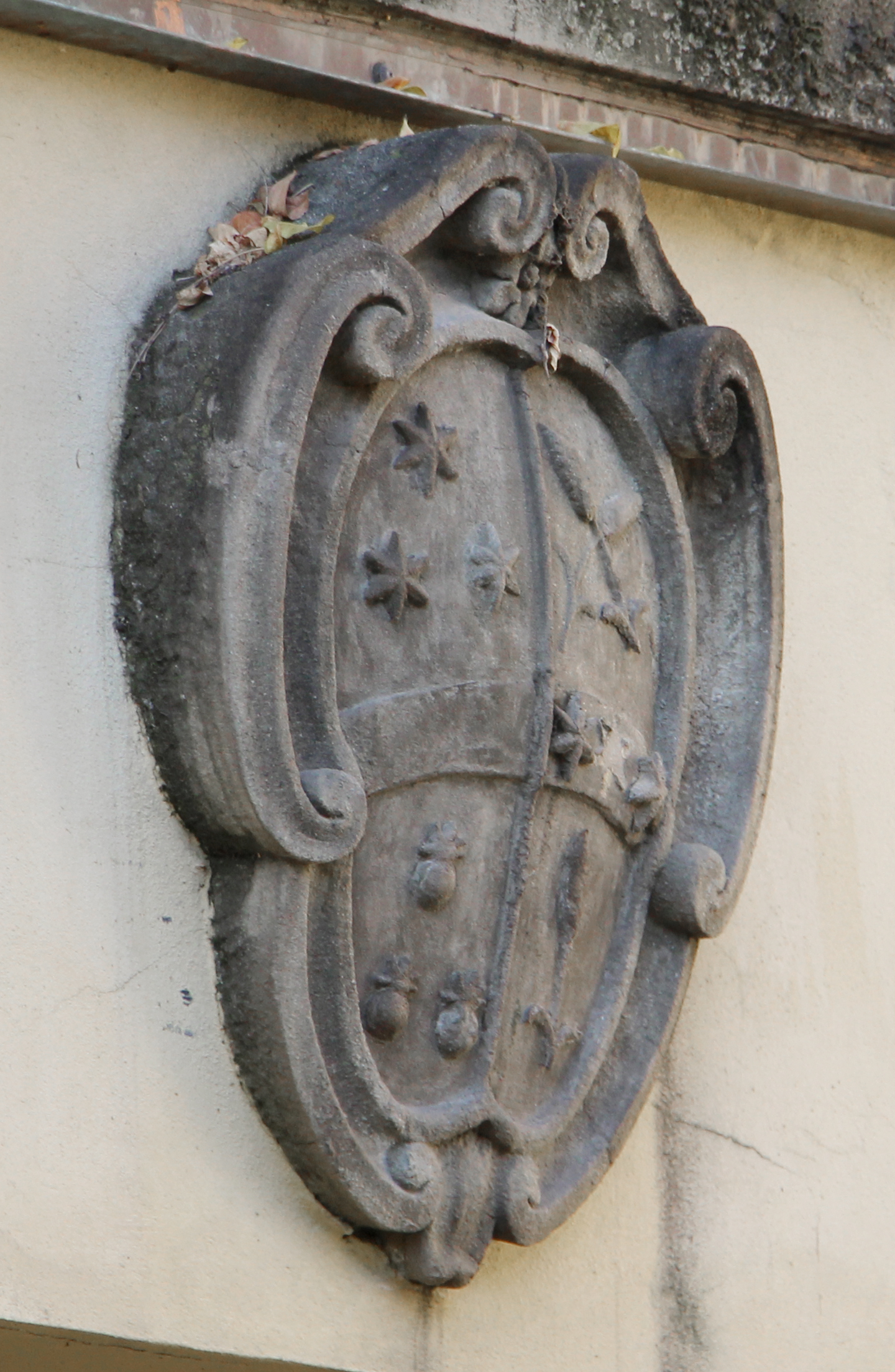
Stemma Bombicci Pontelli nel cortile

Si tratta di un antico palazzo nobiliare affacciato sull'Arno, che originariamente, agli inizi del Quattrocento, apparteneva ai Caffarelli, dei quali resta uno stemma sulla facciata. Essi lo vendettero ai Pasini verso il 1479 (che già possedevano altre case contigue), poi passò ai Guiducci, ai Della Fonte (1521) e, per via ereditaria nel 1570, ai Della Rena, famiglia originaria della Val di Sieve. Essi fecero eseguire importanti lavori di decorazione, con l'apporto di notevoli affrescatori e stuccatori. Passò poi ai Pucci e ancora ai Pomi, fino a pervenire in dote a Teresa Pomi, che nel 1815 si sposò con Guglielmo Bombicci.
In seguito il Conte Cesare Bombicci-Pontelli, tra la fine dell'Ottocento e i primi del secolo successivo, vi collocò molte opere d'arte della sua collezione e fece affrescare alcune parti dal pittore Niccolò Barducci, riportando inoltre in luce alcune parti dell'antica costruzione medioevale. Tra le testimonianze antiche Guido Carocci (nel suo Illustratore fiorentino dell'anno 1906) segnalava la presenza all'interno di una saletta decorata a parato di vaio, come tipico degli interni delle case fiorentine fra Trecento e primi del Quattrocento. 
Pervenuto ai conti Guicciardini, che sono gli attuali proprietari, ad esclusione di una porzione acquisita dalla famiglia La Ferla, è stato restaurato dopo l'alluvione del 1966, riscoprendo la parte più antica del palazzo al piano terra (1973). Al proposito si veda l'imposta degli archi di due fornici a destra dell'ingresso al numero 21, e altri elementi emersi nella zona dell'androne. 
Al 2010 si data un intervento di manutenzione ordinaria alle facciate e alle coperture.

## Descrizione

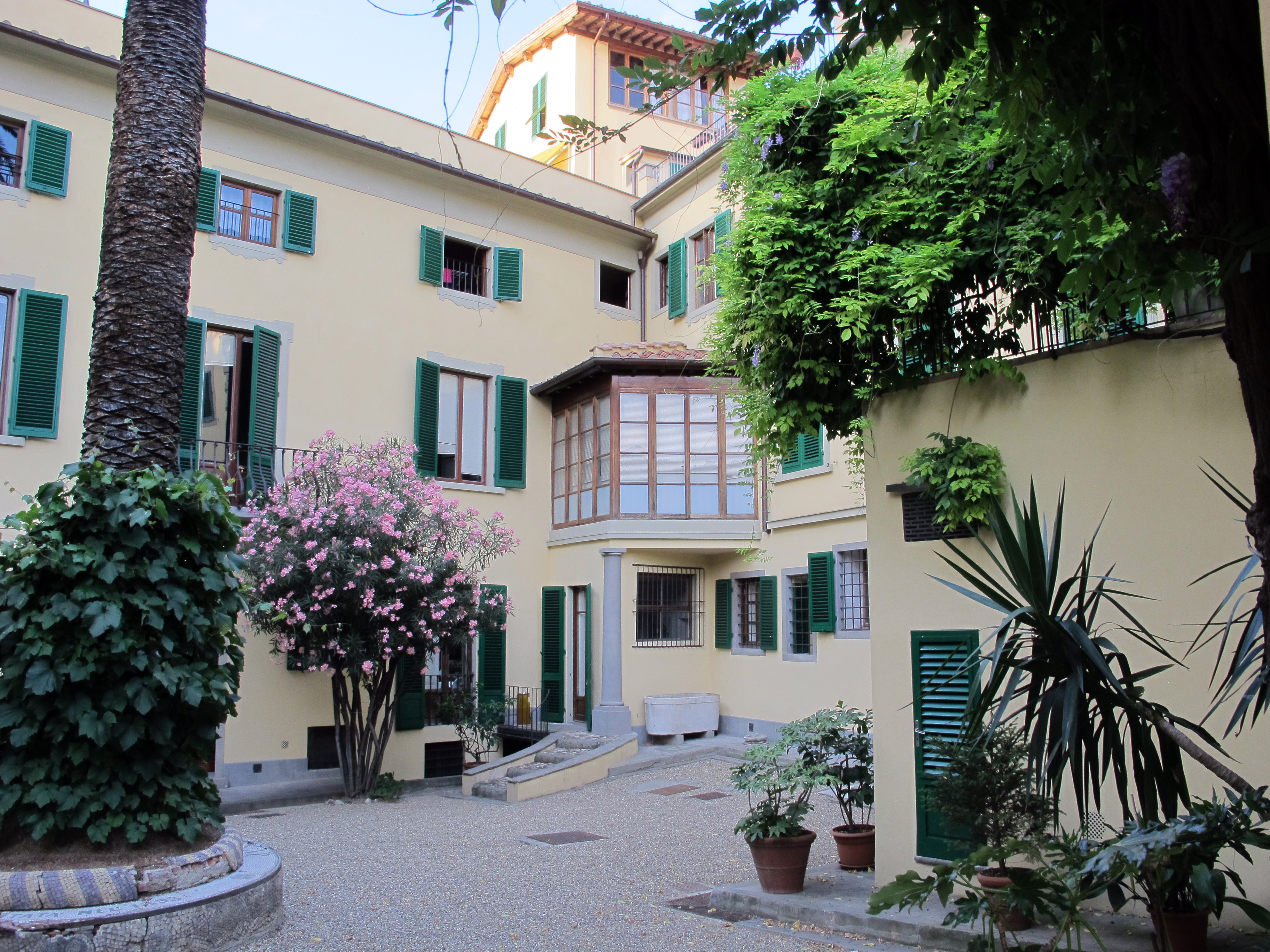
Il giardino

«La facciata attuale è il risultato di una radicale trasformazione avvenuta parte nel XVIII, parte nel XIX secolo. Al piano terreno è un portale ad arco ellittico inquadrato da un bozzato lavorato a raggiera, che si collega alla cornice marcapiano. Tutto il piano terreno può essere datato al XVIII secolo, epoca a cui risale anche la parte interna della costruzione. Le finestre e la porta laterale furono restaurate o rifatte nell'Ottocento, come i piani superiori. La facciata termina con una gronda alla romana in legno. L'ingresso laterale, coperto da una volta a botte, presenta un notevole cancello in ferro battuto.» (Patrizia Pietrogrande). 
Più in particolare, sulla base di un disegno conservato presso l'Archivio storico del comune di Firenze relativo a un permesso ai lavori datato al 1895, a questa stessa data sono da riferire le finestre del piano terreno. Sul fronte, in alto, è uno scudo con l'arme della famiglia Bombicci (d'azzurro, alla fascia d'oro, accompagnata in capo da tre stelle a sei punte d'oro, ordinate in fascia, e in punta da tre bombe al naturale, infiammate). Un altro scudo con cingolo, non identificato, appare sulla destra del portone, all'imposta dei due archi trecenteschi prima richiamati. Nell'androne è una memoria del premio conferito all'intervento di restauro del 1973 dalla Fondazione Giulio Marchi (1977). 
Il palazzo è dotato di un giardino privato sul lato del fiume. Sul lungarno «...il fronte posteriore presenta una serie di costruzioni che si affacciano con tre lati su un giardino e con [... due ali]. L'ala sinistra, ottocentesca, è composta da un edificio di quattro piani con semplici finestre rettangolari; l'ala destra, di epoca posteriore, è a tre piani con una sola fila di finestre. Lungo tutta la parte alta del giardino corre un terrazzo con un parapetto in ferro. Questa parte, come gli affacci sui tre lati del giardino, è databile al XVIII secolo. Sul lato destro si nota un intercolumnio di forte gusto neoclassico» (Patrizia Pietrogrande). 
Su uno degli edifici delle rimesse che delimitano il piccolo giardino ricorre nuovamente l'arme della famiglia (d'azzurro, alla fascia d'oro, accompagnata in capo da tre stelle a sei punte d'oro, ordinate in fascia, e in punta da tre bombe al naturale, infiammate). Il campanello sul lungarno, con un pomello da tirare, reca ancora la scritta "Scuderia Conte Bombicci Pontelli".

## Bibliografia

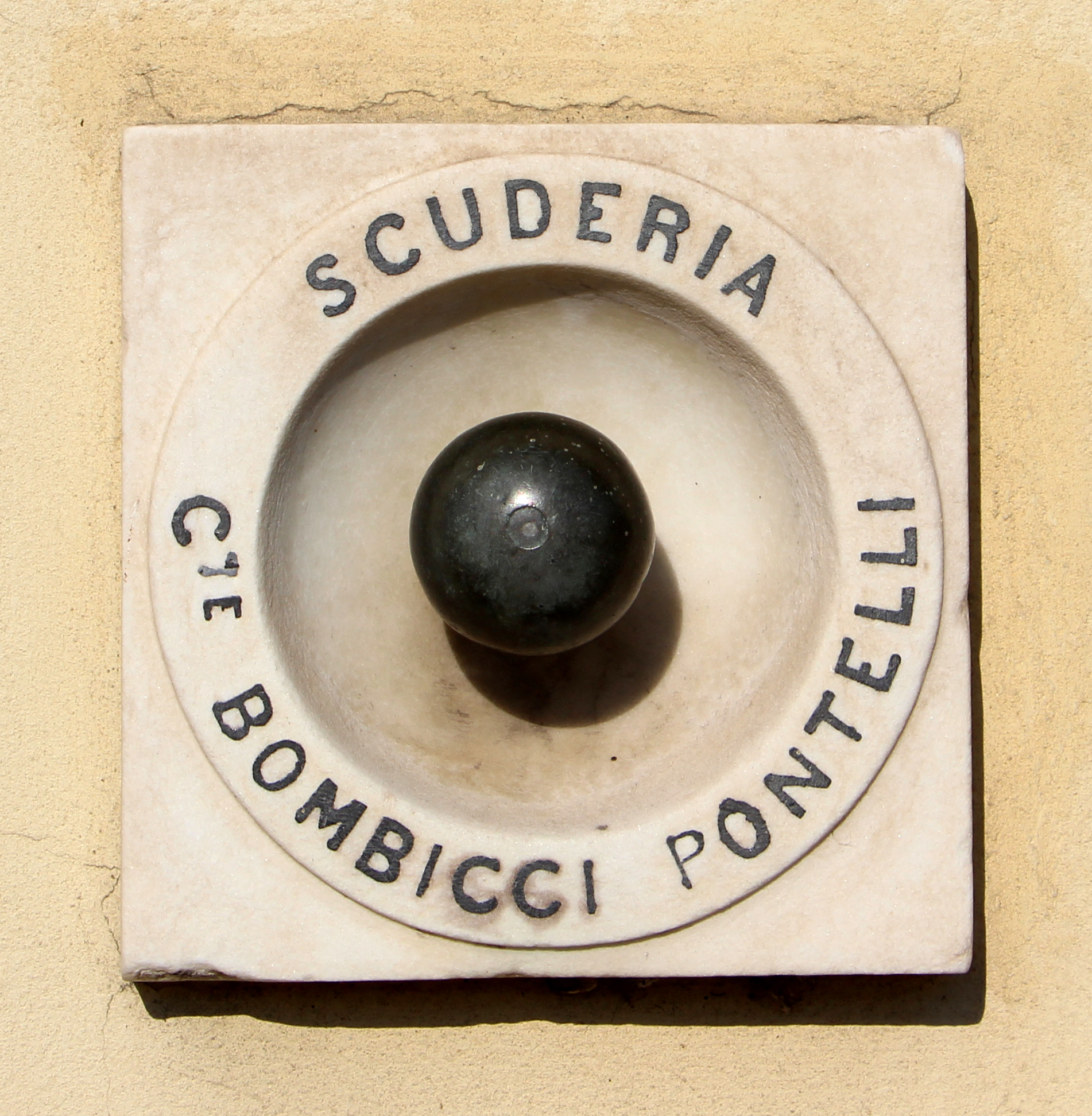
Campanello sul lungarno